# Tiberios (Sohn Theodosios’ III.)
Tiberios (mittelgriechisch Τιβέριος; † nach 717) war ein Sohn und möglicherweise Mitkaiser des byzantinischen Kaisers Theodosios III.

## Leben
Vor dem Hintergrund eines sich abzeichnenden Angriffs der Araber auf Konstantinopel hatte sich der Strategos des Themas Anatolikon, Konon, im März 717 in Kleinasien als Leo III. gegen Theodosios III. zum Kaiser ausgerufen. Theodosios stattete seinen Sohn daraufhin mit Krone und Purpurkleidern aus und sandte ihn mit einer Armee gegen den Usurpator. Der Kaisersohn wurde bei Nikomedia gefangen genommen, wobei Leo dessen kaiserliche Insignien vielleicht zu seiner eigenen Krönung verwendete. Zusammen mit seinem Vater Theodosios dankte er in Chrysopolis ab und wurde ebenso wie dieser zum Mönch geschoren.
Der Name des Theodosios-Sohnes ist zeitgenössisch nicht belegt, kann aber indirekt erschlossen werden. In den 730er-Jahren trat in Kleinasien ein Prätendent unter dem Namen Tiberios auf, der den syrischen Quellen zufolge vorgab, der Sohn des Kaisers „Konstantin“ zu sein. Theodosios III. ist der einzige Kaiser der fraglichen Epoche, für den dieser Name überliefert ist, und zwar bei Pseudo-Dionysios als Doppelname Theodosios-Konstantinos. Auch eine Identität des Kaisersohnes mit Theodosios, dem ikonoklastischen Erzbischof von Ephesos und Vorsitzenden des Konzils von Hiereia, wurde schon vermutet, doch wird dieser traditionell mit einem Sohn des Kaisers Tiberios II. identifiziert. Kedrenos kennt außerdem den Beinamen Chrysographos („Goldschreiber“), der aber möglicherweise eher auf Kaiser Theodosios III. selbst als auf seinen Sohn zu beziehen ist.